# Бодайболаг
Бодайболаг (рос. БОДАЙБИНСКИЙ ИТЛ, Бодайбинлаг) — підрозділ в системі ГУЛАГ, оперативне керування якого здійснювало спочатку Спеціальне головне управління.
Бодайболаг був створений 07.06.47 на правому березі р. Вітіма при притоці р. Бодайбо. Управління Бодайболагу розташовувалося в місті Бодайбо, Іркутська область.
Максимальна одноразова кількість ув'язнених могло становити більше 8000 чоловік.
Бодайболаг був закритий у 1954 році.

## Виконувані роботи
- роботи в тресті «Лензолото»,
- будівництво річкового причалу
- робота в проектній групі «Ленгипрозолото» з 16.05.52,
- с/г роботи в Балаганському ОЛП до 20.05.49,
- будівництво електростанції, лісозаготівлі